# Circonscription de Jara
La circonscription de Jara est une des 177 circonscriptions législatives de l'État fédéré Oromia, elle se situe dans la Zone Balé. Sa représentante actuelle est Hamzya Jemal Husen.